# Max Richard (Mediziner)
Max Richard (* 1. Juli 1897 in Langendorf; † 1953) war ein Schweizer Chirurg.
Richard promovierte 1925 an der Universität Basel mit einer Arbeit über Pseudarthrosenbildung am Schenkelhals. Er war Assistenzarzt an der Chirurgischen Klinik der Universität Basel und Oberarzt am Kantonsspital Winterthur und an der Chirurgischen Klinik der Universität Basel. Ab 1931 war er Chefarzt am städtischen Krankenhaus in Rorschach. Sein Spezialgebiet war die Kropfchirurgie.

## Schriften (Auswahl)
- Die Pseudarthrosenbildung am Schenkelhals und ihre Behandlung. In: Zeitschrift für Chirurgie. Bd. 190 (1925), Heft 3/6, S. 344–358 (Dissertation, Universität Basel, 1925).
- Vom Atomkern zum Menschen, vom Elektron zur Seele und zum Geist: Skizzen zum Weltbild des Arztes. Huber, Bern/Stuttgart 1954.